# Pica (auteur)
Pour les articles homonymes, voir Pica.
Pierre Tranchand, plus connu sous le pseudonyme de Pica, est un dessinateur de bande dessinée français né le 21 janvier 1953 à Saint-Étienne. Après avoir étudié l'architecture, il devient dessinateur de bande dessinée en 1978, utilisant d'abord son vrai nom avant de prendre le pseudonyme de Pica en 1995 dans le magazine Spirou.
Il est notamment connu pour la série Les Profs, scénarisé par Erroc. Il a souvent collaboré avec le scénariste François Corteggiani, par exemple pour les séries Marine et L'École Abracadabra.
Pica a publié à ce jour plus de soixante-dix d'albums chez différents éditeurs : Glénat, Hachette, Le Lombard, Dargaud, Soleil, Vents d'Ouest, Casterman, Bamboo, Clair de Lune. Ses albums ont été traduits dans une quinzaine de pays.

## Biographie
Il publie une carte blanche dans Spirou. Il est publié dans d'autres journaux,.

## Œuvre

### Séries
- Bastos et Zakousky, scénario de François Corteggiani, Glénat

1. Rendez-vous à Kobs, 1981  (ISBN 2-7234-0193-6)
2. La Forteresse des neiges, 1981  (ISBN 2-7234-0249-5)
3. Le Doigt du Tsar, 1983  (ISBN 2-7234-0354-8)
4. La Piste des Jigans, 1984  (ISBN 2-7234-0431-5)
5. Pour une chapka de larmes, 1985  (ISBN 2-7234-0508-7)
6. L'Heure du taureau, 1986  (ISBN 2-7234-0633-4)

- Chafouin et Baluchon, scénario de François Corteggiani, Glénat

1. C'est dur pour tout le monde, 1982  (ISBN 2-7234-0285-1)
2. Le Complot des sarcophages, 1982  (ISBN 2-7234-0302-5)
3. Ainsi va la vie, 1983  (ISBN 2-7234-0336-X)
4. La Malédiction de Mégodas, 1984  (ISBN 2-7234-0441-2)

- Marine, scénario de François Corteggiani, Hachette

1. Le Serment de la tour noire, 1984  (ISBN 2-01-009930-3)
2. Cap au large, 1985  (ISBN 2-7333-0173-X)
3. Le Trésor du caïman, 1985  (ISBN 2-7333-0193-4)
4. L'Empereur des singes, 1986  (ISBN 2-7333-0259-0)
5. Les Yeux de Kukulkan, 1987  (ISBN 2-7316-0511-1)
6. Les Lutins de Morleroc, 1988  (ISBN 2-8036-0728-X)
7. Traquenard en Corse, 1989  (ISBN 2-8036-0784-0)
8. La Princesse engloutie, 1990  (ISBN 2-8036-0841-3)
9. Les Demoiselles du Québec, 1992  (ISBN 2-8036-0916-9)

- Smith & Wesson, scénario de François Corteggiani, Hachette (tomes 1 à 3) puis Soleil Productions, collection Soleil junior

1. Rodéos et débats, 1987  (ISBN 2-7333-0254-X)
2. Vous avez dit blizzard, 1987  (ISBN 2-7316-0453-0)
3. Pas déçus, des Sioux, 1988  (ISBN 2-7316-0468-9)
4. La Chevauchée fantaisiste, 1995  (ISBN 2-87764-314-X)
5. Duel au sommeil, 1995  (ISBN 2-87764-315-8)

- Les Gum's, scénario de François Corteggiani, Cafétérias Casino / Marest

1. Des Gum's et des lettres (1990)
2. Pas de pépins pour les Gum's ! (1990)
3. Ça plane pour les Gum's ! (1990)
4. Les Gum's se mettent au ver ! (1991)
5. Une drôle d'aventure pour les Gum's... (1991)
6. Questions pour un champignon ! (1992)
7. Les Gum's jouent avec le feu... (1992)

- L'École Abracadabra, scénario de François Corteggiani, Dargaud, collection Club Dargaud

1. L'École Abracadabra, 1991  (ISBN 2-205-04009-X)
2. Plongeons et Dragons, 1991  (ISBN 2-205-04042-1)
3. Des balais rosses, 1992  (ISBN 2-205-04089-8)
4. C'est pas sorcier !, 1993  (ISBN 2-205-04181-9)
5. Sabbat comme vous voulez ?, 1995  (ISBN 2-205-04486-9)
6. Le philtre a gaffé !, 1996  (ISBN 2-205-04561-X) (BNF 36158522)
7. Déconfiture au chaudron !, 1997  (ISBN 2-205-04614-4)[4]
8. Des Plaies et des Carabosses, 1998  (ISBN 2-205-04760-4)
9. Les Six trouilles d'Halloween, 1999  (ISBN 2-205-04878-3)
10. Déboires d'amulettes, 2000  (ISBN 2-205-05054-0)

- Les Profs, scénario d'Erroc, Bamboo

1. Interro surprise (2000) Alph-Art jeunesse 9-12 ans au festival d'Angoulême 2001
2. Loto et Colles (2001)
3. Tohu-bahut (2001)
4. Rentrée des artistes (2002)
5. Chute des cours (2003)
6. Classe touriste (2004)
7. Mise en examen (2005)
8. Fenêtre sur cours (2005)
9. Rythme scolaire (2006)
10. Motivation 10/10 (2007)
11. Tableau d'horreur (2008)
12. Grèves Party (2009)
13. Devoir surveillé (2010)
14. Buzz scolaire  (2011)
15. Bulletin météo (2012)
16. 1, 2, 3 rentrée (2013)
17. Sortie scolaire (2015)
18. Hors Sujet (2016)
19. Note to be (2017)
20. Lycée Boulard (2017)
21. Expériences interdites (2018)

### One-shots
- La Créature des ténèbres, scénario de François Corteggiani, Comics Factory, 1992
- Monster motel, scénario de François Corteggiani, Bamboo, 1999  (ISBN 2-912715-10-5)
- L'écho de la jungle, scénario de Cazenove,Erroc  et Richez 2019 Bamboo
- Généalo Jill, scénario  Cazenove 2020 Bamboo

## Distinctions

### Récompenses
- Alph’Art Jeunesse 9/12 ans - Angoulême 2001 pour l’album Interro surprise (Les Profs -  Tome 1 - « Meilleur album Jeunesse de l’année 2000 »[5])
- Babet d’Or – Prix spécial « Œuvre originale » – Fête du Livre de Saint-Etienne - Octobre 2001
- BD’ART d’honneur – Festival de Rive de Gier – Décembre 2001
- Prix du Centre Médico-Chirurgical des Massues pour l’album Rentrée des artistes - Tome 4 de la série Les Profs - Festival de la Bulle d’Or de Brignais – Novembre 2002
- Prix spécial Case et Bulle – Festival d’Ajaccio – Décembre 2002
- Prix Bonne Mine du Meilleur album pour Rentrée des artistes - Tome 4 de la série Les Profs - Festival de Décines - Mai 2003
- Prix de la Bande Dessinée du Conseil Municipal des Enfants pour Chute des cours – Tome 5  de la série Les Profs - Fête du Livre de Saint-Etienne – Octobre 2003
- Prix du Gone pour Interro surprise - Tome 1 de la série Les Profs - Festival de la Bulle d’Or de Brignais – Novembre 2003
- Prix Bulle d’Or pour l’ensemble de la carrière – Festival de la Bulle d’Or de Brignais – Novembre 2003
- Prix Bonne Mine du Public pour Mise en examen - Tome 7 de la série Les Profs - Festival de Décines – Mai 2005
- Prix Bonne Mine d’Honneur pour l’ensemble de la carrière – Festival de Décines – Mai 2005
- Prix de la Meilleure BD d’Humour 6ème/5ème – Festival de Saint-Laurent de la Salanque - mai 2008 pour Motivation 10/10 - Tome 10 de la série Les Profs
- Prix spécial « 30 ans de carrière » - Festival BD´ART de Rive de Gier - décembre 2008
- Prix de la Meilleure BD d’Humour 2009 des collégiens de la Guadeloupe - Les Profs refont l’histoire - avril 2009
- Prix de la Meilleure BD d’Humour 6ème/5ème – Festival de Saint-Laurent de la Salanque - mai 2009 pour Les Profs refont l’histoire
- Prix spécial « Ensemble de l’œuvre » - Festival BD’ART de Rive de Gier - décembre 2013
- Prix Canal J « Meilleur album jeunesse » - Salon européen de la BD – Nîmes 2014 – pour Les Profs Tome 16 : « 1, 2, 3 rentrée ! »
- Prix de la meilleure série pour Les Profs - Festival d´Illzach – novembre 2014
- Prix du Luguy d’or pour l’ensemble de la carrière – Saint-Parres aux Livres — novembre 2016
- Prix d’honneur pour l’ensemble de la carrière – Décines—Avril 2017
- Prix Pierre Pascal pour l’ensemble de la carrière – Festival de Gradignan — novembre 2017
- Prix du public – Festival de Décines— Avril 2019
- Prix pour l’ensemble de l’œuvre – 43 ème Festival de Chambéry — Octobre 2019[5]

#### Articles
- Pierre Tranchand (Laurent Melikian), « Pierre Tranchand dit Pica ("Les Profs") - " Le manque de solidarité des auteurs fait du tort à la profession" », ActuaBD,‎ 17 avril 2013 (lire en ligne, consulté le 21 juin 2022)
- Henri Filippini, « Pica : Y’a pas que « Les Profs » dans la vie ! », BDZoom,‎ 23 juin 2019 (lire en ligne, consulté le 21 juin 2022)
- Sergio Palumbo, « Les Éléphants d’or du Festival de BD de Chambéry », 123savoie.com,‎ 7 octobre 2019 (lire en ligne, consulté le 21 juin 2022)
- Bruno Lemaitre, « Pierre Tranchand - Biographie », opalebd.com,‎ 21 juin 2022 (lire en ligne, consulté le 21 juin 2022)